# Cybaeus kiuchii
Espèce
Cybaeus kiuchii est une espèce d'araignées aranéomorphes de la famille des Cybaeidae.

## Distribution
Cette espèce est endémique de Shikoku au Japon,.

## Description
Le mâle holotype mesure 4,5 mm.

## Étymologie
Cette espèce est nommée en l'honneur de Morisato Kiuchi.

## Publication originale
- Komatsu, 1965 : Two new cave spiders of genera Cybaeus and Leptoneta from Shikoku Island. Acta Arachnologica, vol. 19, p. 21-24 (texte intégral).